# Prenomi slovacchi
Questa voce raccoglie i prenomi tipici della lingua slovacca, con eventuali varianti e l'equivalente in italiano, se esiste.

## A
Maschili
| Nome      | Varianti | Corrispondente italiano |
| --------- | -------- | ----------------------- |
| Adama     |          | Adamo                   |
| Adriána   |          | Adriano                 |
| Alexandra | Aleša    | Alessandro              |
| Alexeja   | Aleša    | Alessio                 |
| Alfonza   |          | Alfonso                 |
| Alfréda   |          | Alfredo                 |
| Alojza    |          | Aloisio/Luigi           |
| Antona    |          | Antonio                 |
| Artura    |          | Arturo                  |
| Augustína |          | Agostino                |

Femminili
| Nome       | Varianti | Corrispondente italiano |
| ---------- | -------- | ----------------------- |
| Adelaa     |          | Adele                   |
| Adrianaa   |          | Adriana                 |
| Agátaa     |          | Agata                   |
| Agnesaa    | Agnešaa  | Agnese                  |
| Albínaa    |          | Albina                  |
| Alenaa     |          | Alena                   |
| Alexandraa |          | Alessandra              |
| Alicaa     |          | Alice                   |
| Alojziaa   |          | Aloisia/Luisa           |
| Alžbetaa   | Eliškaa  | Elisabetta              |
| Amáliaa    |          | Amalia                  |
| Anastáziaa |          | Anastasia               |
| Andreaa    |          | Andreina                |
| Angelaa    |          | Angela                  |
| Annaa      | Hanaa    | Anna                    |
| Antóniaa   |          | Antonia                 |
| Apolenaa   |          | Apollonia               |
| Auréliaa   |          | Aurelia                 |

## B
Maschili
| Nome        | Varianti   | Corrispondente italiano |
| ----------- | ---------- | ----------------------- |
| Bartolomeja |            | Bartolomeo              |
| Benjamína   |            | Beniamino               |
| Blažeja     |            | Biagio                  |
| Bohdana     |            |                         |
| Bohumila    |            |                         |
| Bohumíra    |            |                         |
| Bohuslava   |            |                         |
| Borisa      |            |                         |
| Bronislava  | Branislava | Bronislao               |
| Brunoa      |            | Bruno                   |

Femminili
| Nome        | Varianti    | Corrispondente italiano |
| ----------- | ----------- | ----------------------- |
| Barboraa    |             | Barbara                 |
| Beátaa      |             | Beata                   |
| Bibiánaa    |             | Bibiana                 |
| Blankaa     |             | Bianca                  |
| Blaženaa    |             |                         |
| Bohdanaa    |             |                         |
| Boženaa     |             |                         |
| Brigitaa    |             | Brigida                 |
| Bronislavaa | Branislavaa |                         |

## C
Maschili
| Nome   | Varianti | Corrispondente italiano |
| ------ | -------- | ----------------------- |
| Cyrila |          | Cirillo                 |

Femminili
| Nome     | Varianti | Corrispondente italiano |
| -------- | -------- | ----------------------- |
| Cecíliaa |          | Cecilia                 |

## D
Maschili
| Nome       | Varianti | Corrispondente italiano |
| ---------- | -------- | ----------------------- |
| Dalibora   |          |                         |
| Dalimila   |          |                         |
| Daniela    |          | Daniele                 |
| Dávida     |          | Davide                  |
| Demetera   |          | Demetrio                |
| Dionýza    | Denisa   | Dionigi                 |
| Dominika   |          | Domenico                |
| Drahomíra  |          |                         |
| Drahoslava |          |                         |
| Dušana     |          |                         |

Femminili
| Nome        | Varianti     | Corrispondente italiano |
| ----------- | ------------ | ----------------------- |
| Dagmara     | Dášaa        |                         |
| Danicaa     |              |                         |
| Danielaa    | Dana, Dankaa | Daniela                 |
| Darinaa     |              |                         |
| Denisaa     |              | Dionisia                |
| Dianaa      |              | Diana                   |
| Dominikaa   |              | Domenica                |
| Dorotaa     |              | Dorotea                 |
| Drahomíraa  | Drahaa       |                         |
| Drahoslavaa |              |                         |
| Dušanaa     |              |                         |

## E
Maschili
| Nome     | Varianti | Corrispondente italiano |
| -------- | -------- | ----------------------- |
| Eduarda  |          | Edoardo                 |
| Emanuela |          | Emanuele                |
| Emila    |          | Emilio                  |
| Erika    |          | Eric                    |
| Ernesta  |          | Ernesto                 |
| Eugena   |          | Eugenio                 |

Femminili
| Nome      | Varianti | Corrispondente italiano |
| --------- | -------- | ----------------------- |
| Editaa    |          | Editta                  |
| Elenaa    | Helenaa  | Elena                   |
| Eleonóraa |          | Eleonora                |
| Emaa      |          | Emma                    |
| Emíliaa   |          | Emilia                  |
| Erikaa    |          | Erica                   |
| Esteraa   |          | Ester                   |
| Euláliaa  |          | Eulalia                 |
| Evaa      |          | Eva                     |
| Evelínaa  |          | Evelina                 |

## F
Maschili
| Nome       | Varianti | Corrispondente italiano |
| ---------- | -------- | ----------------------- |
| Ferdinanda |          | Ferdinando              |
| Filipa     |          | Filippo                 |
| Floriána   |          | Floriano                |
| Františeka |          | Francesco               |

Femminili
| Nome       | Varianti | Corrispondente italiano |
| ---------- | -------- | ----------------------- |
| Františkaa |          | Francesca               |

## G
Maschili
| Nome     | Varianti | Corrispondente italiano |
| -------- | -------- | ----------------------- |
| Gabriela |          | Gabriele                |
| Gregora  |          | Gregorio                |

Femminili
| Nome      | Varianti | Corrispondente italiano |
| --------- | -------- | ----------------------- |
| Gabrielaa |          | Gabriella               |
| Gertrúdaa |          | Geltrude                |

## H
Maschili
| Nome      | Varianti | Corrispondente italiano |
| --------- | -------- | ----------------------- |
| Havela    |          | Gallo                   |
| Henricha  |          | Enrico                  |
| Hieronyma |          | Girolamo                |

Femminili
| Nome     | Varianti | Corrispondente italiano |
| -------- | -------- | ----------------------- |
| Hedvigaa |          | Edvige                  |
| Hermínaa |          | Erminia                 |

## I
Maschili
| Nome    | Varianti | Corrispondente italiano |
| ------- | -------- | ----------------------- |
| Ignáca  |          | Ignazio                 |
| Igora   |          | Igor                    |
| Imricha |          | Amerigo                 |
| Ivana   |          | Ivano                   |

Femminili
| Nome     | Varianti           | Corrispondente italiano |
| -------- | ------------------ | ----------------------- |
| Idaa     |                    | Ida                     |
| Imriškaa |                    | Ameriga                 |
| Irenaa   |                    | Irene                   |
| Ivanaa   | Iva, Ivka, Ivankaa | Ivana                   |
| Ivetaa   |                    | Ivetta                  |
| Ivonaa   |                    | Yvonne                  |
| Izabelaa |                    | Isabella                |

## J
Maschili
| Nome      | Varianti         | Corrispondente italiano |
| --------- | ---------------- | ----------------------- |
| Jakuba    |                  | Giacobbe/Giacomo        |
| Jána      | DiminutiveJankoa | Giovanni                |
| Jaromíra  |                  |                         |
| Jaroslava |                  |                         |
| Jonáša    |                  | Giona                   |
| Jozefa    |                  | Giuseppe                |
| Júliusa   |                  | Giulio                  |
| Juraja    |                  | Giorgio                 |

Femminili
| Nome       | Varianti       | Corrispondente italiano |
| ---------- | -------------- | ----------------------- |
| Janaa      | Janka, Žanetaa | Giovanna                |
| Jelaa      |                |                         |
| Jaroslavaa | Jarkaa         |                         |
| Jelaa      |                |                         |
| Jolanaa    |                | Iolanda                 |
| Jozefínaa  |                | Giuseppina              |
| Juditaa    |                | Giuditta                |
| Júliaa     |                | Giulia                  |
| Julianaa   |                | Giuliana                |
| Justínaa   |                | Giustina                |

## K
Maschili
| Nome       | Varianti | Corrispondente italiano |
| ---------- | -------- | ----------------------- |
| Kajetána   |          | Gaetano                 |
| Kamila     |          | Camillo                 |
| Karola     |          | Carlo                   |
| Kazimíra   |          | Casimiro                |
| Klementa   |          | Clemente                |
| Kolomana   |          | Colmano                 |
| Konráda    |          | Corrado                 |
| Kornela    |          | Cornelio                |
| Kristiána  |          | Cristiano               |
| Krištofa   |          | Cristoforo              |
| Kvetoslava |          |                         |

Femminili
| Nome        | Varianti | Corrispondente italiano |
| ----------- | -------- | ----------------------- |
| Kamilaa     |          | Camilla                 |
| Karolínaa   |          | Carolina                |
| Katarínaa   | Katkaa   | Caterina                |
| Kláraa      |          | Chiara                  |
| Klaudiaa    |          | Claudia                 |
| Kornéliaa   |          | Cornelia                |
| Kristínaa   |          | Cristina                |
| Kvetoslavaa | Kvetaa   |                         |

## L
Maschili
| Nome      | Varianti   | Corrispondente italiano |
| --------- | ---------- | ----------------------- |
| Ladislava | Vladislava | Ladislao                |
| Leopolda  |            | Leopoldo                |
| Ľubomíra  |            |                         |
| Ľubora    |            |                         |
| Ľuboša    |            |                         |
| Ľudovíta  |            | Ludovico                |
| Lukáša    |            | Luca                    |

Femminili
| Nome       | Varianti | Corrispondente italiano |
| ---------- | -------- | ----------------------- |
| Ladislavaa |          | Ladislava               |
| Lauraa     |          | Laura                   |
| Leaa       |          | Lia                     |
| Lenkaa     |          |                         |
| Lindaa     |          | Linda                   |
| Líviaa     |          | Livia                   |
| Ľubaa      | Ľubicaa  |                         |
| Ľubomíraa  |          |                         |
| Lujzaa     |          | Lucia                   |
| Lujzaa     |          | Luisa                   |
| Lýdiaa     |          | Lidia                   |

## M
Maschili
| Nome        | Varianti | Corrispondente italiano |
| ----------- | -------- | ----------------------- |
| Marcela     |          | Marcello                |
| Mareka      |          | Marco                   |
| Mariána     |          | Mariano                 |
| Martina     |          | Martino                 |
| Mateja      |          | Mattia                  |
| Matúša      |          | Matteo                  |
| Maximiliána |          | Massimiliano            |
| Metoda      |          | Metodio                 |
| Michala     |          | Michele                 |
| Mikuláša    |          | Nicola                  |
| Milana      |          |                         |
| Miloslava   | Miloša   |                         |
| Miroslava   | Mireka   | Miroslavo               |
| Mojmíra     |          |                         |

Femminili
| Nome       | Varianti      | Corrispondente italiano |
| ---------- | ------------- | ----------------------- |
| Magdalénaa | Magdaa        | Maddalena               |
| Marcelaa   |               | Marcella                |
| Margarétaa | Margitaa      | Margherita              |
| Máriaa     | Maja, Marikaa | Maria                   |
| Mariannaa  |               | Marianna                |
| Marínaa    |               | Marina                  |
| Martaa     |               | Marta                   |
| Martinaa   |               | Martina                 |
| Matildaa   |               | Matilde                 |
| Melániaa   |               | Melania                 |
| Michaelaa  |               | Michela                 |
| Miladaa    |               |                         |
| Milenaa    |               | Milena                  |
| Miriama    | Miriamaa      | Miriam                  |
| Miroslavaa | Mirkaa        | Miroslava               |
| Monikaa    |               | Monica                  |

## N
Maschili
| Nome     | Varianti | Corrispondente italiano |
| -------- | -------- | ----------------------- |
| Norberta |          | Norberto                |

Femminili
| Nome     | Varianti  | Corrispondente italiano |
| -------- | --------- | ----------------------- |
| Nadeždaa |           |                         |
| Natáliaa |           | Natalia                 |
| Natašaa  |           | Natascia                |
| Nikolaa  | Nikoletaa | Nicoletta               |
| Ninaa    |           | Nina                    |

## O
Maschili
| Nome     | Varianti | Corrispondente italiano |
| -------- | -------- | ----------------------- |
| Oldricha |          | Ulrico                  |
| Olivera  |          | Oliviero                |
| Ondreja  | Andreja  | Andrea                  |
| Oskára   |          | Oscar                   |
| Otoa     |          | Oddone                  |

Femminili
| Nome     | Varianti | Corrispondente italiano |
| -------- | -------- | ----------------------- |
| Oľgaa    |          | Olga                    |
| Olíviaa  |          | Olivia                  |
| Olympiaa |          | Olimpia                 |

## P
Maschili
| Nome    | Varianti | Corrispondente italiano |
| ------- | -------- | ----------------------- |
| Patrika |          | Patrizio                |
| Pavola  |          | Paolo                   |
| Petera  |          | Pietro                  |

Femminili
| Nome       | Varianti | Corrispondente italiano |
| ---------- | -------- | ----------------------- |
| Patríciaa  | Patkaa   | Patrizia                |
| Paulínaa   | Pavlínaa | Paolina                 |
| Petraa     |          | Pietra                  |
| Petronelaa |          | Petronilla              |

## R
Maschili
| Nome       | Varianti     | Corrispondente italiano |
| ---------- | ------------ | ----------------------- |
| Radomíra   |              |                         |
| Radoslava  |              |                         |
| Radovana   |              |                         |
| Rastislava |              |                         |
| Renéa      |              | Renato                  |
| Richarda   | Riško, Rišoa | Riccardo                |
| Róberta    |              | Roberto                 |
| Rolanda    |              | Rolando                 |
| Romana     |              | Romano                  |
| Rudolfa    |              | Rodolfo                 |

Femminili
| Nome     | Varianti | Corrispondente italiano |
| -------- | -------- | ----------------------- |
| Rebekaa  |          | Rebecca                 |
| Regínaa  |          | Regina                  |
| Renátaa  |          | Renata                  |
| Romanaa  |          | Romana                  |
| Rozáliaa |          | Rosalia                 |
| Rúta     |          | Rut                     |
| Ruženaa  |          |                         |

## S
Maschili
| Nome       | Varianti | Corrispondente italiano |
| ---------- | -------- | ----------------------- |
| Samuela    |          | Samuele                 |
| Sergeja    |          | Sergio                  |
| Silvestera |          | Silvestro               |
| Šimona     |          | Simone                  |
| Slavomíra  |          |                         |
| Stanislava |          | Stanislao               |
| Štefana    |          | Stefano                 |
| Svätopluka |          |                         |

Femminili
| Nome        | Varianti | Corrispondente italiano |
| ----------- | -------- | ----------------------- |
| Sáraa       |          | Sara                    |
| Silviaa     |          | Silvia                  |
| Simonaa     |          | Simona                  |
| Slávkaa     |          |                         |
| Slavomíraa  |          |                         |
| Soňaa       |          | Sonia                   |
| Stanislavaa |          | Stanislava              |
| Štefániaa   |          | Stefania                |
| Stelaa      |          | Stella                  |
| Svetlanaa   |          |                         |

## T
Maschili
| Nome     | Varianti | Corrispondente italiano |
| -------- | -------- | ----------------------- |
| Tadeáša  |          | Taddeo                  |
| Teodora  |          | Teodoro                 |
| Tibora   |          | Tiburzio                |
| Timoteja |          | Timoteo                 |
| Tomáša   |          | Tommaso                 |

Femminili
| Nome     | Varianti | Corrispondente italiano |
| -------- | -------- | ----------------------- |
| Tamaraa  |          | Tamara                  |
| Tatianaa |          | Tatiana                 |
| Terezaa  | Teréziaa | Teresa                  |

## U
Maschili
| Nome   | Varianti | Corrispondente italiano |
| ------ | -------- | ----------------------- |
| Urbana |          | Urbano                  |

Femminili

## V
Maschili
| Nome       | Varianti | Corrispondente italiano |
| ---------- | -------- | ----------------------- |
| Václava    |          | Venceslao               |
| Valentína  |          | Valentino               |
| Vavrineca  |          | Lorenzo                 |
| Vendelína  |          | Vendelino               |
| Viktora    |          | Vittorio                |
| Viliama    |          | Guglielmo               |
| Vincenta   |          | Vincenzo                |
| Víta       |          | Vito                    |
| Vladimíra  | Vladoa   | Vladimiro               |
| Vlastimila | Vlastaa  |                         |
| Vojtecha   | Vojtaa   |                         |
| Vratislava |          |                         |

Femminili
| Nome       | Varianti | Corrispondente italiano |
| ---------- | -------- | ----------------------- |
| Valentínaa |          | Valentina               |
| Valériaa   |          | Valeria                 |
| Vandaa     |          | Wanda                   |
| Vanesaa    |          | Vanessa                 |
| Veronikaa  |          | Veronica                |
| Vieraa     |          | Vera                    |
| Viktóriaa  |          | Vittoria                |
| Vilmaa     |          | Vilma                   |
| Violaa     |          | Viola                   |
| Vladimíraa |          | Vladimira               |

## Z
Maschili
| Nome     | Varianti | Corrispondente italiano |
| -------- | -------- | ----------------------- |
| Zdenkoa  | Zdenoa   |                         |
| Žigmunda |          | Sigismondo              |
| Zoltána  |          |                         |

Femminili
| Nome     | Varianti        | Corrispondente italiano |
| -------- | --------------- | ----------------------- |
| Zdenkaa  | Zdenaa          |                         |
| Želmíraa |                 |                         |
| Zitaa    |                 | Zita                    |
| Zlataa   | Zlaticaa        |                         |
| Žofiaa   | Sofiaa          | Sofia                   |
| Zoraa    | Zorkaa          |                         |
| Zuzanaa  | Zuzanka, Zuzkaa | Susanna                 |